# Montataire
Montataire là một xã thuộc tỉnh Oise trong vùng Hauts-de-France phía bắc nước Pháp. Xã này nằm ở khu vực có độ cao trung bìn 30 mét trên mực nước biển.